# Gusuku
Gusuku je v okinawském jazyce slovo pro „hrad“ nebo „pevnost“. Zapisuje se znakem pro hrad, 城, který se v japonštině čte širo (popřípadě džó). Mnoho gusuku a podobných pozůstatků po ostrovním království Rjúkjú (14. až 19. stol.; dnes součást Japonska) bylo v roce 2000 zapsáno na Seznam světového dědictví UNESCO.
Mezi gusuku patří:
- Nakidžin gusuku – status: ruiny
- Zakimi gusuku – status: ruiny
- Kacuren gusuku – status: ruiny
- Naka gusuku – status: ruiny
- Hrad Šuri – status: znovupostavený